# Franziskuskirche (Seiser Alm)

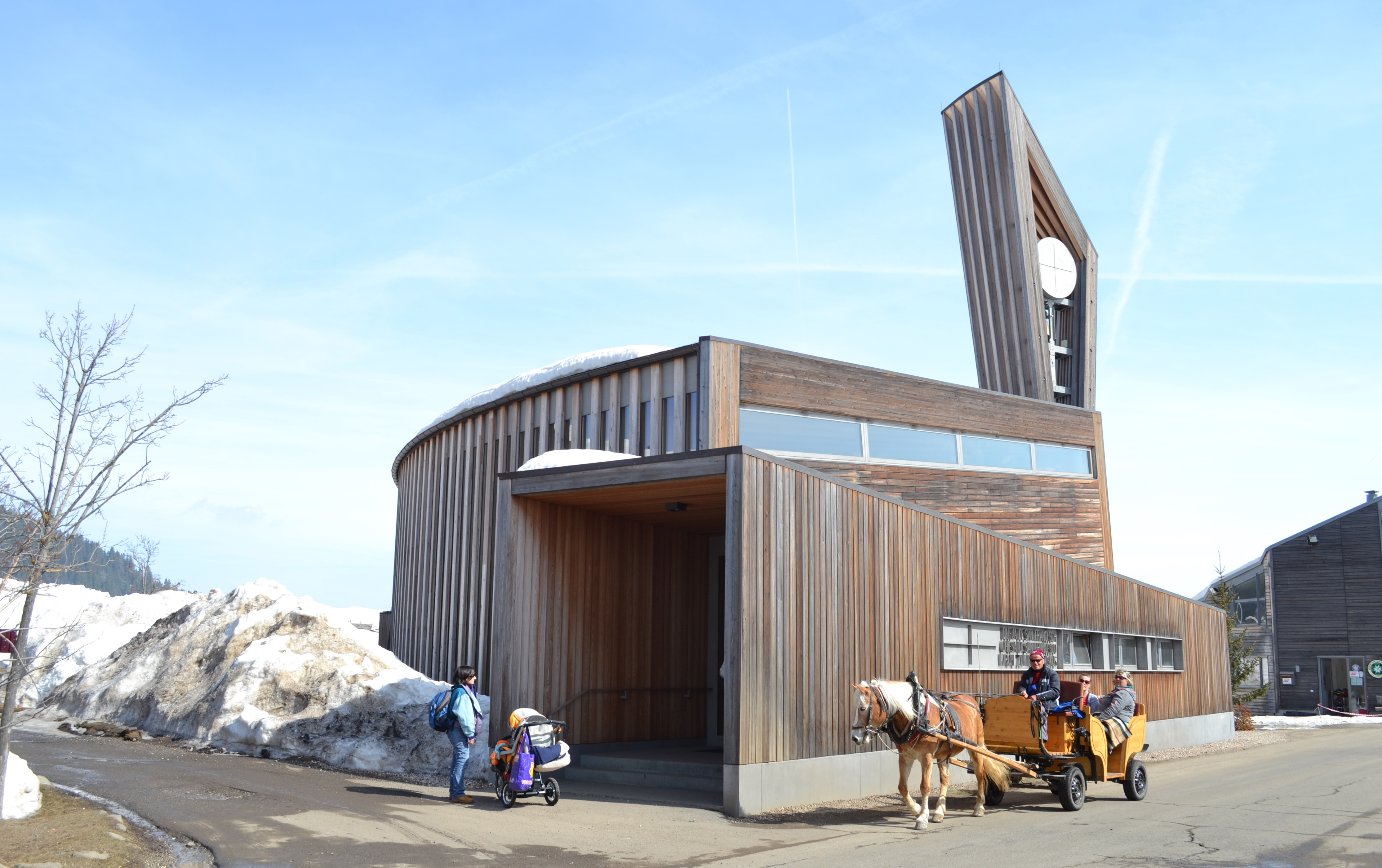
Die Franziskuskirche auf der Seiser Alm

Die Franziskuskirche ist die römisch-katholische Kirche auf der Seiser Alm in Südtirol. Sie gehört zur Pfarrei zu den heiligen Aposteln Petrus und Paulus in Kastelruth und damit zum Dekanat Klausen-Kastelruth der Diözese Bozen-Brixen.

## Geschichte
Für die vielen Wanderer und Skifahrer gab es auf der größten Hochalm Europas lange Zeit nur die Möglichkeit der Teilnahme an einer Messfeier in bestimmten Hotels in Compatsch oder im Sommer im Freien. Außerdem gibt es das 1858 geweihte Zallinger-Kirchlein (Marienkapelle) am Rande der Alm in der Nähe des Plattkofels. Dort fanden und finden heute noch in den Sommermonaten Gottesdienste statt. Seit den 1960er Jahren gab es Pläne, auf der Alm eine den zu erwartenden Kirchenbesuchern entsprechend große Kirche zu erbauen. Im Jahr 2007 wurde nach den Plänen von Walter Dietl aus Schlanders im Vinschgau mit dem Bau der Franziskuskirche neben dem Feuerwehrhaus in der Örtlichkeit Compatsch begonnen. Die feierliche Weihe der Kirche erfolgte am 20. September 2009 durch den Bischof der Diözese Bozen-Brixen Karl Golser.

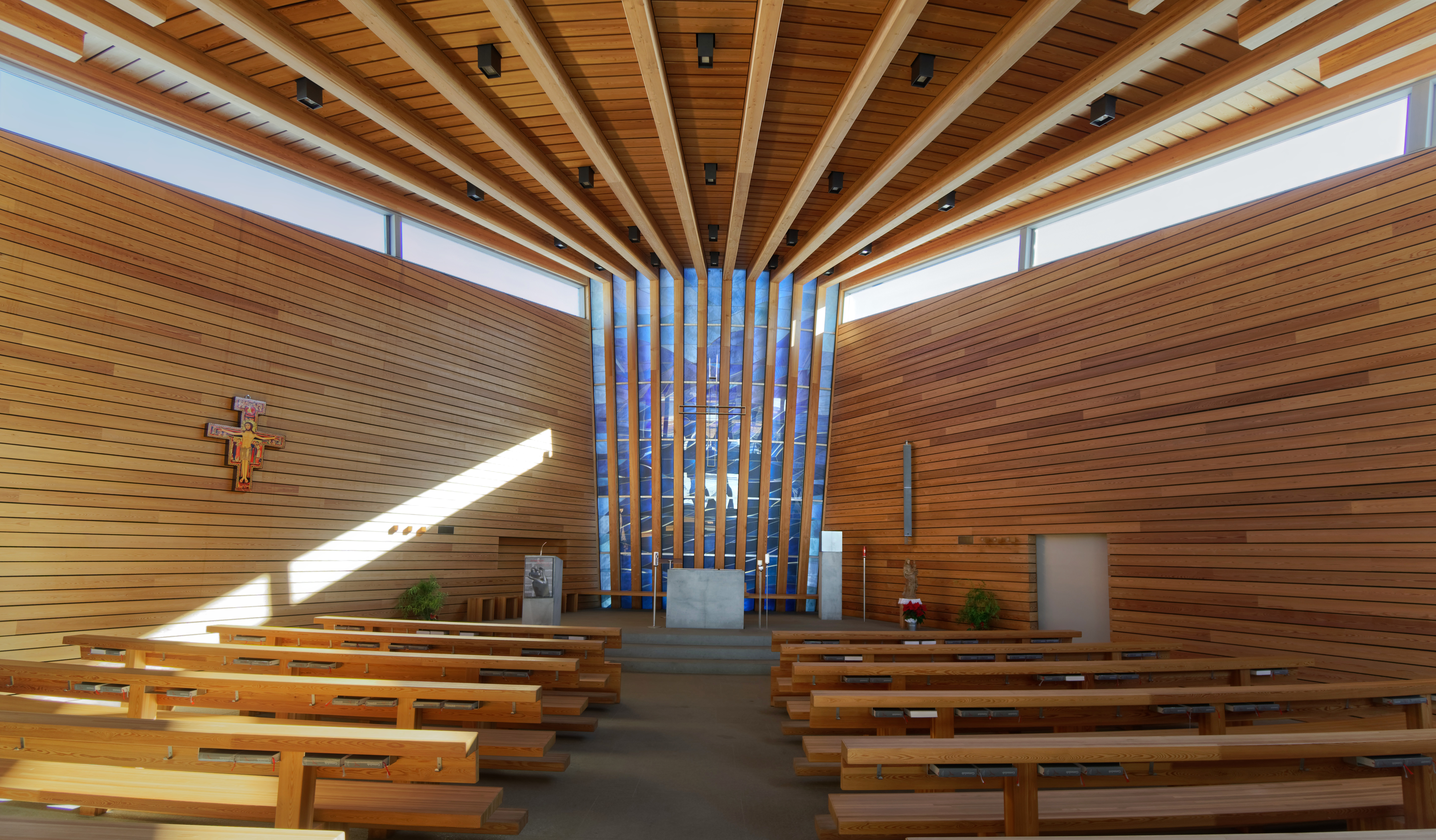
Blick in den Kirchenraum

## Die Kirche und das Kircheninnere
Die Wände und das Dach der geosteten Kirche sind aus Lärchenholz errichtet. Der Hauptraum stellt den Körper einer Taube dar. Die Eingänge von Westen und Osten erinnern an ausgebreitete Flügel. Der ebenfalls aus Lärchenholz gebaute Turm gibt den Schnabel der Taube wieder. Durch den Zugang von Westen gelangt man in einen Vorraum mit einem alten Wegkreuz von der Seiser Alm. Der Zugang von Osten ist barrierefrei. Die dortigen Nischen in der Wand zeigen Texte und Bilder zum Sonnengesang des hl. Franziskus. In der österlichen Bußzeit sind dort Kreuzwegbilder zu sehen. Im nordwestlichen Vorraum steht eine schlichte Franziskusstatue mit einer Taube.
Der oval geformte Kirchenraum betont den aus feinem Beton geschaffenen Altarbereich mit dem Ambo und dem Tabernakel. Eine hölzerne Muttergottesfigur mit dem Jesuskind steht im rechten Altarraum.
Die blauen Farbfenster hinter dem Altar leuchten bei Sonnenschein kräftig. Die Glaswand im Westen gibt den Blick nach draußen frei.
Tierspuren am Fußboden aus Porphyr führen in die Kirche zum Altarbereich. Vom Ostzugang sind es Hirschspuren, von der Hintertür der Sakristei führt eine Wolfsspur zum Ambo. Beim Lesepult selber sind noch Spuren von Vögeln zu erkennen.
An den Seitenwänden erinnern zwölf Kreuze an die zwölf Apostel.
Über eine Steintreppe gelangt man zur Empore im Westen.
An der Außenwand zur Straße hin steht die Bezeichnung der Kirche in den drei Südtiroler Landessprachen. Auf Ladinisch heißt sie „Dlieja de san Francesch“, auf Italienisch „Chiesa di san Francesco“ und auf Deutsch „Kirche zum heiligen Franziskus“.

## Glocken
Die drei Glocken des Kirchturmes haben die Töne b', c'' und d''. Sie wurden in der Glockengießerei Grassmayr in Innsbruck gegossen. 